# Premerzhofener Quelle
Koordinaten: 49° 3′ 20,9″ N, 11° 36′ 3″ O
Die Premerzhofener Quelle ist eine als Naturdenkmal ausgewiesene Karstquelle bei Breitenbrunn in der Oberpfalz.

## Beschreibung

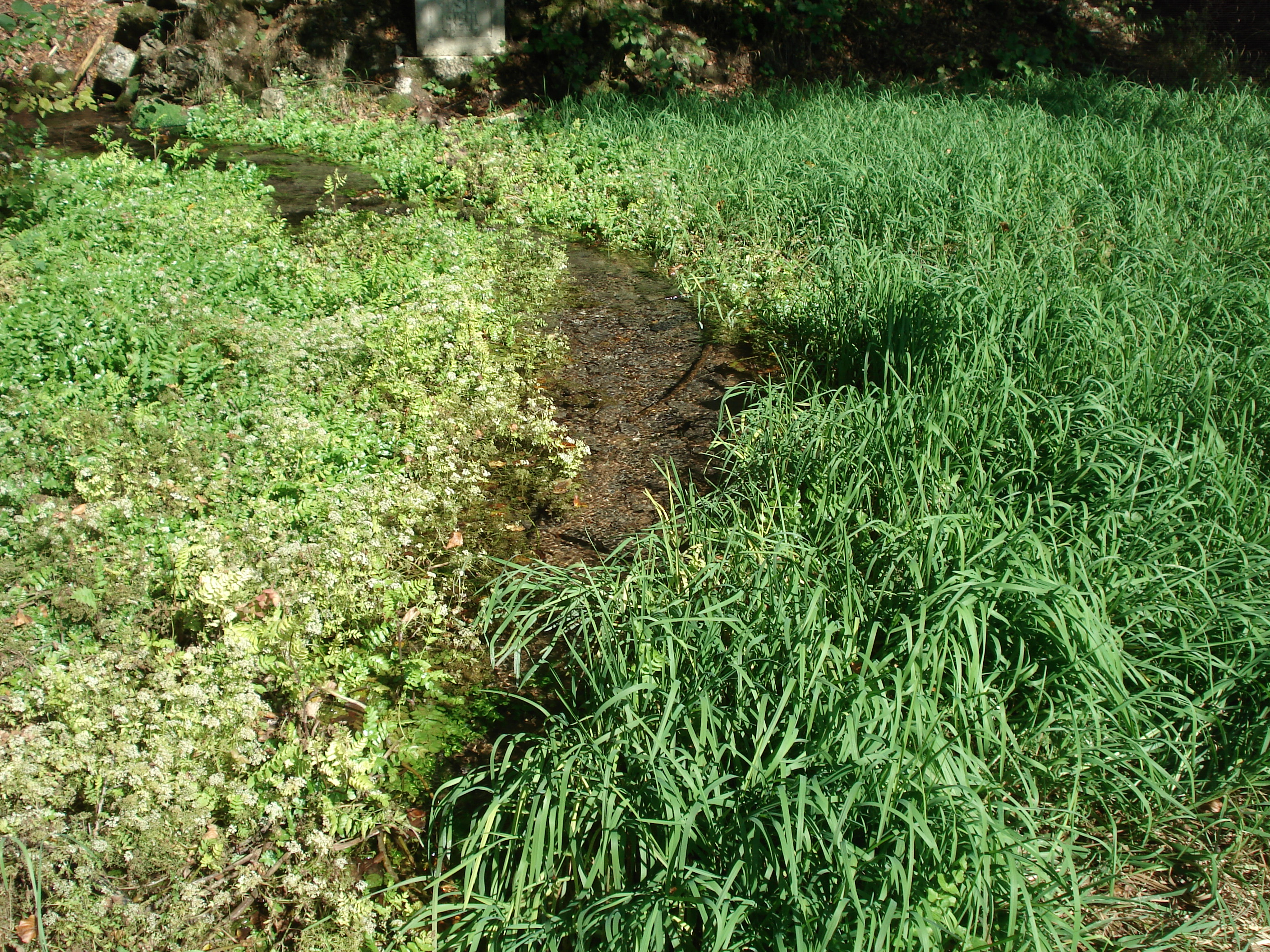
Abfluss

Die Quelle liegt nördlich von Dietfurt im Tal der Weißen Laber (Unterbürger Laber). Es handelt sich um mehrere Sturzquellen, die direkt aus dem Felsen entspringen. Der Quellbereich vor den Austrittsstellen ist von Wasserpflanzen bewachsen. Die Schüttung der Quelle hängt stark vom Niederschlag ab und kann nach Starkregen oder der Schneeschmelze auf mehrere hundert Liter pro Sekunde ansteigen. In ihrem näheren Umfeld können zahlreiche stark schüttende Hungerbrunnen austreten. Der abfließende Bach wird zur Fischzucht genutzt und mündet nach etwa 240 m in die Weiße Laber.

## Geotop
Die Quelle ist vom Bayerischen Landesamt für Umwelt als Geotop 373Q002 ausgewiesen. Siehe hierzu auch die Liste der Geotope im Landkreis Neumarkt in der Oberpfalz.